# Rasmus Enström
Rasmus Enström (* 17. listopadu 1989) je švédský florbalový útočník a reprezentant, čtyřnásobný mistr světa, sedminásobný vítěz Švédské Superligy a jeden z nejlepších florbalistů historie. Většinu své vrcholové kariéry zahájené v roce 2007 strávil v IBF Falun, od října 2023 je jeho působištěm švýcarský UHC Alligator Malans.

## Reprezentační kariéra
Za reprezentaci Švédska nastupuje Enström od roku 2010. 
Účastnil se 7 mistrovství světa, na všech získal cenný kov – 4x zlato a 3. stříbro. 
Ve 111 utkáních za švédský národní tým si připsal 186 kanadských bodů.
| Umístění | Soutěž                                            |
| -------- | ------------------------------------------------- |
|          | Mistrovství světa ve florbale 2012                |
|          | Mistrovství světa ve florbale 2014 (All Star tým) |
|          | Mistrovství světa ve florbale 2016                |
|          | Mistrovství světa ve florbale 2018                |
|          | Mistrovství světa ve florbale 2021                |
|          | Mistrovství světa ve florbale 2022                |
|          | Mistrovství světa ve florbale 2024                |

## Ocenění
- v letech 2013 a 2015 byl švédským florbalovým serverem Innebandymagazinet vyhlášen nejlepším hráčem světa[1][2]
- v roce 2014 byl zařazen do All Star týmu mistrovství světa[4]